# 银翼杀手主题
虽然《银翼杀手》（Blade Runner）最初是以一部动作电影的身份上映的，但是它却有着非同寻常的深度。和不少赛博朋克电影一样，银翼杀手深受黑色电影影响，加入了钱德勒式（Chandleresque）的旁白和蛇蝎美人类型的角色，并且运用了黑暗阴沉的手法进行拍摄。和大部分黑色电影一样，银翼杀手也探索了英雄值得怀疑的道德观和平庸的人性。
银翼杀手，无论是就主题而言，抑或是就语言而言，都是包含最多文化元素的科幻电影之一。在主题方面，电影于希腊古典戏剧的背景下，探讨了人类基因工程技术进步对道德哲学和精神哲学的影响。在语言方面，电影则借鉴了威廉·布莱克的诗作和圣经。J·F·賽巴斯汀（J.F. Sebastian）和艾爾頓·泰瑞（Eldon Tyrell）的不朽對局象征人和神所强加的道德进行斗争。银翼杀手常见问题集进一步解释了棋局的意义：“[棋局]代表了人造人（Replicant）和人类之间的斗争：人类认为人造人不过是兵，迟早被一个个吃掉。而人造人（兵）则想得到永生。在另一层面上，泰瑞和賽巴斯汀的棋局代表了貝提（Batty）秘密接近泰瑞。泰瑞在和賽巴斯汀下棋时，犯了第一个致命错误。他后来见到貝提时，又犯了第二个致命错误 - 企图说服他。”
银翼杀手描绘了一个与现今不一样的未来。电影探讨未来科技对环境和社会的影响，但又运用文学元素、宗教象征、古典戏剧主题以及黑色电影手法来联系过去。电影中的未来，一些地方先进亮丽，但另一些地方却陈旧落后。过去、现今和未来的张力就出现在这样的未来之中。
电影当中出现了不少夸张的想象：只手遮天的企业、无处不在的警察、锐利的灯光，和置于个人之上的力量。这种力量，以人造人的遗传编程最为突出。掌控环境的人类将自己所创造的动物变成商品。在如此压抑的背景下，很多地球居民和当年的欧洲移民美洲一样，移民外星殖民地。电影中的洛杉矶无论是在文化上，抑或是在商业上，都由日本主导，应对了电影拍摄时流行的预言：美国最终会在经济上被日本超越。电影将焦点放在眼和图像修改上面，以探讨现实，和人类感知现实的能力。
电影为检视人性的中心主题营造了不确定的气氛。电影中的银翼杀手运用测试装置Voight-Kampff是寻找人造人。因此，Voight-Kampff是身份的重要指标。但是，电影中的人造人情感丰富，关心他人，和冷酷无情的人类截然不同。这令人质疑主角的本质，并且重新审视作为人的意义。

## 基因工程及复制技术
2000年6月26日，人类基因组草图完成。此后，科学家在微观到宏观的范围内，陆续发表了其他生物的基因组草图。基因改造生物很快由理论变成现实。
电影中由特定基因型通过复制达到体细胞核转移（Somatic-cell nuclear transfer）的胚胎技术，也已经在1996年复制多利羊的时候，获得应用。自2001年起，多个国家都出现了禁止复制人类的声音。同时间，民间传出了复制人已经存在的谣言。在科技进步的过程中，商业利益和公众利益发生了冲突，而宗教团体也开始为人类干预自然的举动而担忧。银翼杀手和玛丽·雪莱的科学怪人一样，具有警世意义。

## 眼与记忆
眼在电影当中重复出现，起到象征作用，向观众提供一个洞察主题和角色的途径。电影开场就出现了一只望向工业区的眼。这只眼令人联想到金字塔之上的全视上帝之眼。
罗伊为了见到创造他的泰瑞，闯入基因设计师老周（Chew）的低温实验室。罗伊对设计人造人的眼的老周说的话，强调了个人经验队自我形成的重要性。最后，老周在罗伊和里昂（Leon）的威逼之下，供出了与泰瑞见面的方法。
老周向罗伊供出见到泰瑞的方法，具有深层含义。眼是“灵魂的窗口”，而眼神接触这种会不自觉地透露意向和感情的身体语言在电影中担当了重要角色。Voight-Kampff测试就是通过观察瞳孔变动、虹膜变化来判定一个人的身份。泰瑞独特的眼镜是他依赖得到权力的重要标志。泰瑞最后被罗伊残杀。
在电影中，人造人的眼有时会反射出独特的颜色，以创造一种人造感。导演雷利·史考特称：“你在人造人視網膜上所见到的独特颜色，是基因设计的缺陷。此外，我还想说明人最重要的器官，的确是眼。眼就好像一面双向玻璃，不但用眼接受讯息，也用眼发出讯息。为人造人的視網膜加上特别的颜色，就是我表达想法的其中一种途径。”和导演不同的是，饰演里昂的演员布瑞恩·詹姆斯认为这只是污染所造成的。
电影数次将视角和记忆用各种方式联系起来，比如说瑞秋（Rachael）、里昂的照片，罗伊和老周的对话以及他最后的遗言“我见过你们人类不会相信的事物”。电影应对了流行的概念：亲眼所见的并非一定是真实的。电影通过瑞秋的植入记忆、里昂经过修改的相片和人造人的相似程度强调这一点。
泰瑞公司的猫头鹰，在电影中会发出红光。红光是人造的象征。人造动物这种虚构生物源自菲利普·K·狄克的小说《机器人会梦到电子羊吗？》（Do Androids Dream of Electric Sheep?）。小说中，地球上的动物在未来陆续因为污染灭绝，所以动物在未来非常罕见，而最珍贵的就是最先灭绝的猫头鹰。所以主角也問道：“這[人造貓頭鷹]一定非常貴？”

## 宗教及哲学象征
罗伊在电影中最具基督教潜在象征含义。罗伊是泰瑞的造物，具有超人的能力，而且是从天堂（外星殖民地）堕落到地球，所以是堕天使的象征。罗伊和路西法的相似之处是，两者宁愿在地狱（地球）进行统治，也不愿在天堂作仆役。罗伊引用威廉·布莱克的作品“Fiery the angels fell...”也显示了两者之间的联系。罗伊在临终之前，用铁钉刺入手掌，并且好像耶稣为人牺牲一样，为张角牺牲。罗伊死时，鸽飞入空中，象征他的灵魂升入天堂。
主角所发生的子弹，都打中了左拉（Zhora）的肩胛，令她好像切断双翼的天使。左拉在表演时，也会用到蛇。
有人认为，电影含有弗里德里希·尼采的思想。他们认为，可以从罗伊内在的特质，和他的外表、举止看出，罗伊的原型就是尼采的超人。
- 现代观众可能会对罗伊逃离奴役的意愿感到敬佩，并且同情他为生存而作出的艰苦斗争。然而，在起初的时候，他延长寿命的意愿就包含了他生存的意愿。在马丁·海德格尔看来，原因是死亡不可避免地限制了我们的选择，而自由是在死亡上恰当集中赚得的。对死亡的思考给与了我们认真对待生命的动机。罗伊的奴隸地位确立了他的客体身份，但是，他的权力意志令他成为了尼采观念的化身和主体。他身体和心理上反叛的勇气发展为伦理原则。在原则中，他反抗在基因、文化、政治层面对他不公的社会制度。在海德格尔眼中，罗伊反对社会从众性的意愿令他超越本身的士兵身份，追求真正的存在意义。与创造自己的人见面成为了他的任务，不过，杀死创造自己的人，标志着他无法超越自己的本质。[9]

## 环境及全球化
在小说中，造成动物灭绝的原因是核战污染。
亚裔移民和城市语言（Cityspeak）都清楚表明洛杉矶在未来的文化多元程度。在1992年的导演剪辑版当中，宣传外星移民的公司也体现了洛杉矶全球化的层度，称为Shimago-Domínguez Corporation。
可以从宣传看到大量地球居民希望逃离现状移民外星。
可以在电影中的街道看到文化宗教混合的景象。在主角追杀左拉的场景，观众可以见到犹太、哈里克里希纳（Hare krishna）和庞克打扮的路人。

## 羅伊饒過戴克性命
部分影評人相信，羅伊救了戴克一命是為了讓戴克帶著他的臨死經驗繼續活下去。以這樣的方式，讓他的經驗流傳下去，羅伊就不算死亡。況且，羅伊已經讓戴克一輩子都會記得他。导演或者编剧，并没有刻意要用罗伊的行为象征某种事物。

## 戴克身份
导演剪辑版加入了戴克发白日梦，梦见独角兽的场景。将梦境和结尾蓋夫 (Gaff) 留下的折纸结合在一起，就可以推论出，戴克是一个人造人，因为蓋夫清楚戴克的梦，正如戴克清楚瑞秋的记忆一样。
即使不考虑导演剪辑版所加入的梦境，原版电影当中也有其他证据可以证明戴克是一个人造人，但也不能排除他是一个人类的可能性。
- 戴克的公寓摆满相片，但这些相片当中没有一张是近期的彩色相片。人造人都偏好相片，因为他们可以藉此建立一个自己拥有过去的假象。[16]
- 戴克没有回答瑞秋的问题：他是否接受并且通过 Voight-Kampff 测试。[16]
- 由始至终都没有对戴克表示同情的蓋夫在罗伊除役后对戴克说“先生，你做了一件人的事！”。此后，他也没有干预戴克和瑞秋，任由两人逃亡。[16]

相關人員的意見：
- 菲利普·K·狄克在原著小說中，是將戴克描寫為人類。[17]但電影和原著有些差異之處，產生了模稜兩可的曖昧訊息。比如，原著中明確描述戴克有通過 Voight-Kampff 測試，電影中戴克卻没有回答瑞秋他有沒有測試過。
- 编剧漢普敦·芬奇 (Hampton Fancher) 說過他將戴克這個角色描寫為人類，不過他要讓影片呈現出戴克或許是人造人的可能性。他在兩次接受訪問時都表示，他相信戴克是人類，不過他喜歡保留戴克的身份這個疑團。[18][19]
- 雷利·史考特在 2002 年接受訪問時表示，他認為戴克是人造人。[20][21]
- 哈里遜·福特認為戴克是人類。他在接受訪問時表示，在電影拍攝當時，這個問題就已經是他與史考特間主要的争論點。他認為片中應該要有一個人類角色，讓觀眾能夠和他建立起情緒上的關聯。他稱他當時以為史考特已經認同了他的觀點，但實際上史考特仍有些許保留。[22]
- 雷利·史考特在 2007 年接受訪問時再次表明，他相信戴克毫無疑問是個人造人，他認為這個爭辯應該要結束了。他也暗示福特那時可能就已經採納了他的觀點。[23]

### 相关书籍
- Telotte, J.P. . Hanover, NH: Wesleyan University Press. 1999: 165, 180–185. ISBN 978-0-8195-6346-0.
- Menville, Douglas; R. Reginald. . Van Nuys, CA: Newcastle. 1985: 8, 15, 128–131, 188. ISBN 978-0-89370-681-4.